# 4398 Chiara
4398 Chiara (1984 HC2) là một tiểu hành tinh vành đai chính được phát hiện ngày 23 tháng 4 năm 1984 bởi Walter Ferreri ở La Silla.